# Ponte Rodo-Ferroviária de Valença
A Ponte Rodo-Ferroviária de Valença, também conhecida por Ponte de Valença ou Ponte Internacional de Tui, é uma infraestrutura rodo-ferroviária do Ramal Internacional de Valença, que cruza o Rio Minho, na fronteira entre Portugal e Galiza.

## Descrição
Situa-se junto à localidade de Valença, cruzando o Rio Minho.
Esta ponte é composta por uma superstrutura em viga metálica, de treliça de rótula múltipla, com cinco tramos contínuos. Tem 318 metros de comprimento, e é composto por dois tabuleiros, um superior para a via férrea, e um inferior para uso rodoviário. Além de automóveis, este último também permite o trânsito pedonal. É propriedade conjunta das empresas Rede Ferroviária Nacional, Estradas de Portugal, Administrador de Infraestructuras Ferroviarias, e Dirección General de Carreteras.

## História

### Antecedentes
A instalação de uma linha férrea internacional entre Portugal e Galiza foi pensada desde meados da década de 1850, tendo o rei D. Pedro V defendido em 1856 a construção de um caminho de ferro a começar na Linha do Leste, então em planeamento, e a terminar em Vigo, passando pelo Porto. Em 1867, o governo apresentou o plano para um corredor ferroviário ao longo da região do Minho, que iria ligar o Porto a Espanha. O lanço da Linha do Minho até Valença foi inaugurado em 6 de Agosto de 1882.

### Construção e inauguração

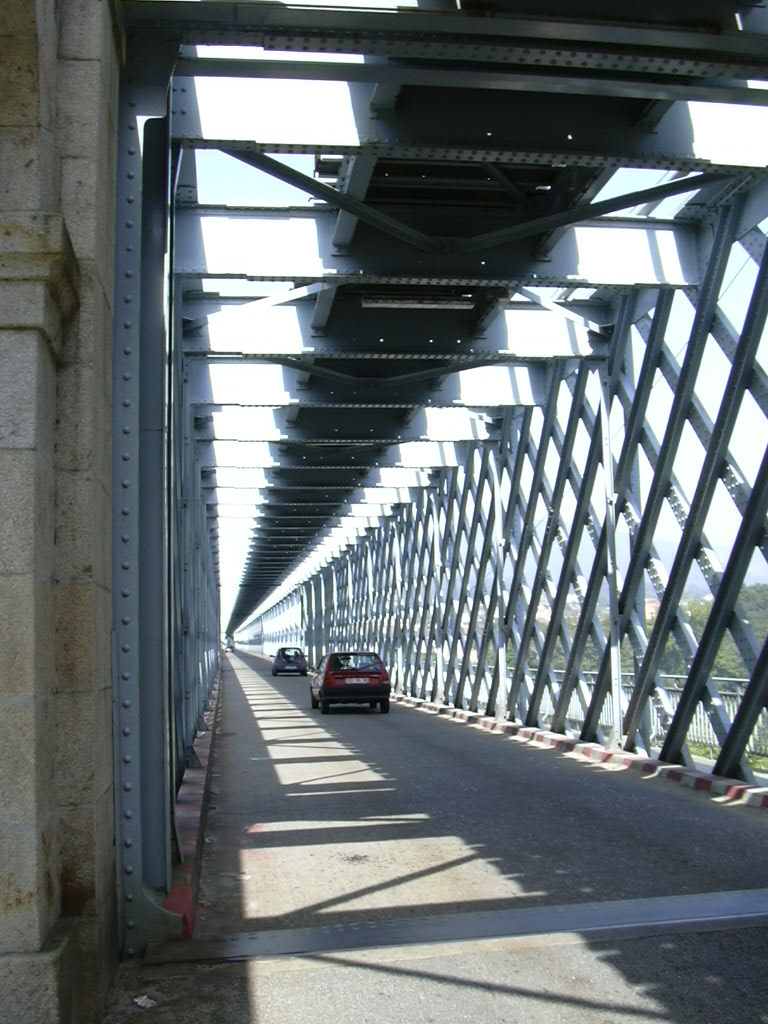
Piso inferior da Ponte, para uso rodoviário.

A ponte começou a ser construída em 1882, tendo sido inaugurada em 25 de Março de 1886, como parte do Ramal Internacional de Valença. Foi projectada pelo arquitecto espanhol Pelayo Mancebo, tendo os custos de construção sido divididos entre os governos Português e Espanhol.

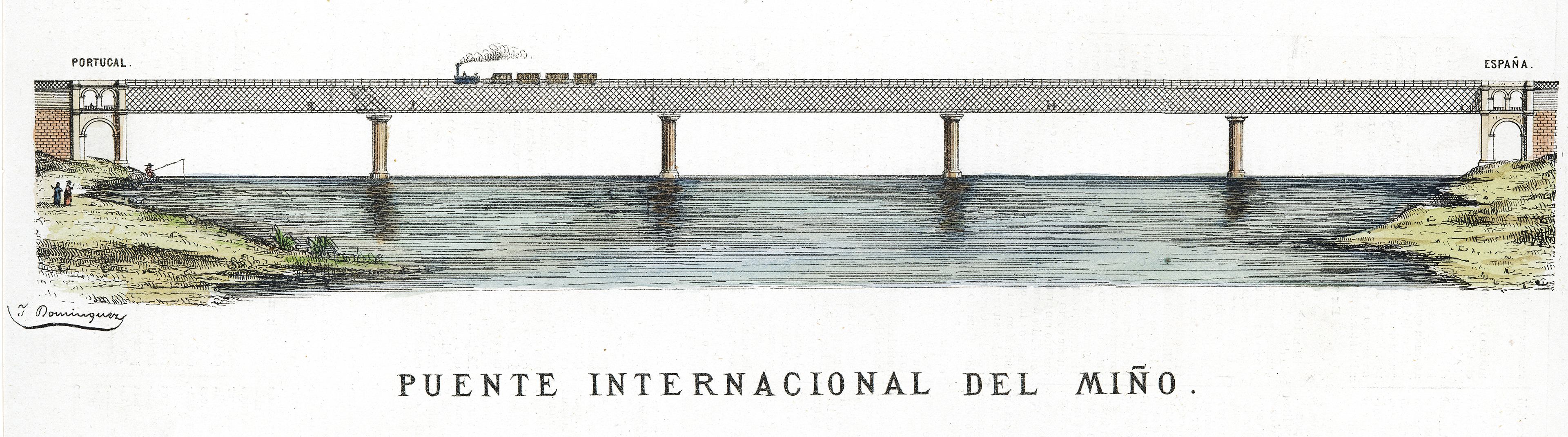

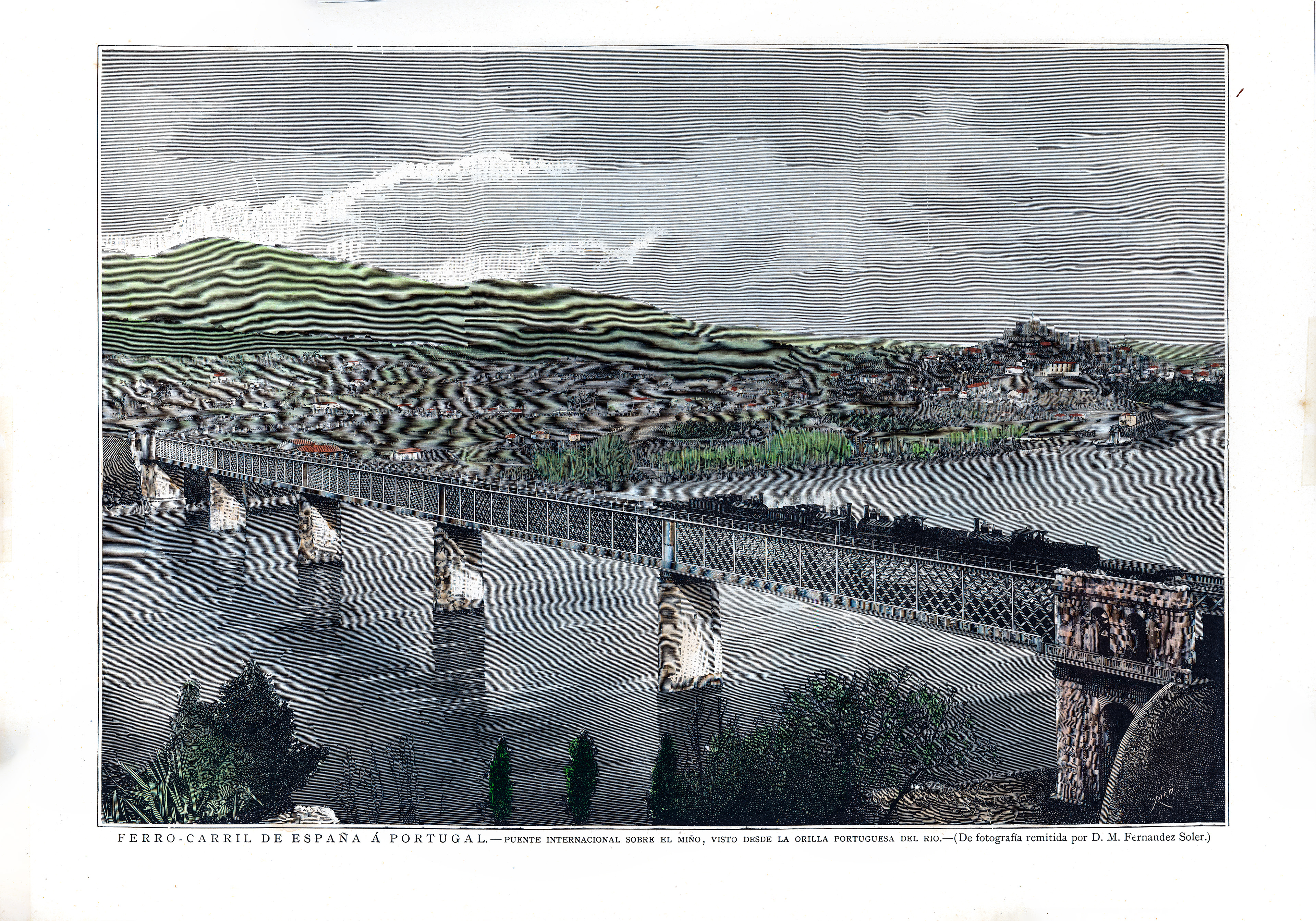

### Século XX
Nos finais da década de 1980, esta ponte era atravessada por composições de mercadorias rebocadas por locomotivas da Série 308 da operadora Red Nacional de Ferrocarriles Españoles, por estas serem as únicas locomotivas permitidas para atravessar a ponte, devido ao seu reduzido peso por eixo. Em 1986, deu-se uma cerimónia de comemoração do centenário da inauguração desta ponte.

### Século XXI
Em Julho de 2011, o alcaide de Tui ameaçou bloquear a circulação na Ponte, caso a operadora Comboios de Portugal decidisse suspender o Comboio Internacional Porto-Vigo, como tinha sido anunciado.
Em 19 de Dezembro de 2011, a Rede Ferroviária Nacional adjudicou à empresa Teixeira Duarte uma empreitada para a reabilitação e reforço das fundações desta ponte, pelo valor de 3.540.000,01 euros. A finalidade desta intervenção eram garantir que a infraestrutura iria ficar com uma resistência longitudinal necessária para as obras, além de prevenir que futuros trabalhos de infraescavação colocassem em risco a estabilidade das fundações, reforçar a base dos pilares, e estabilizar o solo das fundações, especialmente as submersas. Consistiu na reabilitação de quatro pilares e de alvenarias, substituição de todos os aparelhos de apoio, reabilitação e reforço dos encontros, e instalação de equipamentos de controlo dos movimentos longitudinais. Esta intervenção foi considerada de rotina, sendo uma das obras que são feitas periodicamente, com um intervalo de cerca de cinquenta anos. Para a realização destas obras, que começaram em Abril de 2012, foi necessário interditar a circulação automóvel no tabuleiro inferior, durante um período previsto de cinco meses.